# Tolva ecológica
Se denomina Tolva ecológica a aquellas tolvas industriales empleadas en el trasiego de graneles, que introducen sistemas de contención, filtrado y tratamiento de partículas en suspensión.

## Antecedentes
Las tolvas ecológicas son una evolución de las tolvas convencionales, necesaria para la adaptación a las normativas medioambientales modernas. Algunos de estos sistemas son:
- Control y contención de polvo. Para evitar que las atmósferas contaminadas por las partículas en suspensión se disipen a la atmósfera.

- Filtro mangas, o filtro de mangas. Un dispositivo para la separación de partículas sólidas en suspensión de una corriente de aire.

## Aplicación
Este tipo de tolvas son necesarias especialmente en el trasiego de materias primas como:
- Arroz
- Trigo
- Maíz
- Otros cereales
- Clinker
- Otros áridos

- Datos: Q65160710